# Escriche
Escriche es un despoblado del término municipal de Corbalán (Teruel) donde se fundó un señorío medieval o feudo de los Sánchez-Muñoz en 1171, otorgado por Alfonso II de Aragón gracias a su participación en la conquista de Teruel a los musulmanes.

## Geografía
El antiguo lugar de Escriche estaba formado por un núcleo central llamado La Casa Grande de Escriche, en realidad un palacio barroco de origen medieval a 7 km de Corbalán, junto a las masías de La Caja Baja, El Espinal, Fuente del Berro, La Hita (probablemente castellanización del aragonés Fita), La Rinconada, La Solana, La Masadica y La Peñuela.

## Historia
Se considera origen del apellido Escrig, Escrich o Escriche, común en localidades de Teruel (como Sarrión y la masía de Babor) y de la Comunidad Valenciana. Varias personas que llevan este apellido lo consideran ligado al Barón de Escriche, a través de sus hijos. Tenía 130 habitantes a principios del siglo XX. Fue villa y municipio independiente hasta los años 1970 del siglo XX.

## Demografía
| Gráfica de evolución demográfica de Escriche entre 1842 y 1970 |
| |
| Población de derecho según los censos de población del INE Población de hecho según los censos de población del INEEntre el censo de 1981 y el anterior, este municipio desaparece porque se integra en el municipio 44082 (Corbalán) |